# Neliopisthus orbitalis
Neliopisthus orbitalis là một loài tò vò trong họ Ichneumonidae.